# Andrea Cason
Andrea Cason (Treviso, 1920 – Treviso, 17 de noviembre de 2005) fue un letrista y escritor italiano.

## Biografía
Durante algunos años escribe textos de canciones colaborando con varios músicos (entre otros, Pippo Barzizza, coautor de Carte da gioco  (Cartas de juego: naipes). En 1960 alcanza el éxito con Un paradiso da vendere (Un paraíso a la venta), incluida por el autor de la música: el cantautor Umberto Bindi (quien la inserta como retro de Marie Claire y luego en un Ep así como en su primer álbum) y por Wilma De Angelis, 
Participa en el «Zecchino d'Oro» 1961, con Girotondo col mio mondo (En corro con mi mundo) y en el «Zecchino d'Oro» 1963, con Stellina di mare (Estrella de mar).
Se dedica también a la canción en lengua véneta: en 1967 escribe Raconto d'inverno (Cuento de invierno), con el cual Lina Chiusso participa en la novena edición del Festival della Canzone Veneta de Sandrigo.
En 1968 compone el álbum titulado Poeta Bach, ocho poemas dedicados a la vida de Albert Schweitzer (obtuvo el Premio Nobel de la Paz en 1952), con música de Italo Salizzato.
Durante el decenio siguiente publica algunos libros de poesía dialectal, que mereció ser citado en estudios del sector poético acerca del tema.
En 1974, el editor musical Antonio Tasinato le publica cinco poemas en dialecto véneto, con música de Italo Salizzato.
A su nombre, la Società Italiana di Autori ed Editori (SIAE) ha registrado 168 canciones.

## Canciones destacadas escritas por Andrea Cason
| Año  | Título                                                                         | Autores del texto | Autores de la música               | Intérpretes e inclusiones        |
| ---- | ------------------------------------------------------------------------------ | ----------------- | ---------------------------------- | -------------------------------- |
| 1960 | Un paradiso da vendere                                                         | Andrea Cason      | Umberto Bindi                      | Umberto Bindi y Wilma De Angelis |
| 1961 | Girotondo col mio mondo                                                        | Andrea Cason      | Eros Sciorilli y Fiorenzo Batacchi | Giorgio Ziglioli                 |
| 1963 | Stellina di mare                                                               | Andrea Cason      | Eros Sciorilli y Fiorenzo Batacchi | Patrizia Pizzato                 |
| 1967 | Raconto d'inverno                                                              | Andrea Cason      | Ferretto                           | Lina Chiusso                     |
| 1968 | Poeta Bach                                                                     | Andrea Cason      | Italo Salizzato                    | Poeta Bach "Albert Schweitzer"   |
| 1968 | Le petit Albert (El pequeño Albert)                                            | Andrea Cason      | Italo Salizzato                    | Poeta Bach "Albert Schweitzer"   |
| 1968 | Tu non ucciderai (No matarás)                                                  | Andrea Cason      | Italo Salizzato                    | Poeta Bach "Albert Schweitzer"   |
| 1968 | La corrente del golfo                                                          | Andrea Cason      | Italo Salizzato                    | Poeta Bach "Albert Schweitzer"   |
| 1968 | Le formiche Dorylus (Las hormigas Dorylus –guerreras, legionarias o marabunta) |                   | Italo Salizzato                    | Poeta Bach "Albert Schweitzer"   |
| 1968 | La veranda                                                                     | Andrea Cason      | Italo Salizzato                    | Poeta Bach "Albert Schweitzer"   |
| 1968 | Miseria in Paradiso                                                            | Andrea Cason      | Italo Salizzato                    | Poeta Bach "Albert Schweitzer"   |
| 1968 | Rispetto per la vita                                                           | Andrea Cason      | Italo Salizzato                    | Poeta Bach "Albert Schweitzer"   |
| 1974 | Un Gnente                                                                      | Andrea Cason      | Italo Salizzato                    | I Germano's                      |
| 1974 | Ti ga' la sera nei oci                                                         | Andrea Cason      | Italo Salizzato                    | I Germano's                      |
| 1974 | El sussuro de l'erba                                                           | Andrea Cason      | Italo Salizzato                    | Anonimi Veneziani                |
| 1974 | Inferno e Paradiso                                                             | Andrea Cason      | Italo Salizzato                    | Anonimi Veneziani                |
| 1974 | Ti te si' el me istà                                                           | Andrea Cason      | Italo Salizzato                    | Italo Salizzato                  |